# Carteolol
Carteolol ist ein Arzneistoff aus der Gruppe der nicht-selektiven Betablocker mit intrinsischer sympathomimetischer Aktivität. Durch die Wirkung auf die kardialen β1- und β2-Rezeptoren senkt Carteolol die Schlagfrequenz und die Kontraktionskraft des Herzens, die AV-Überleitungsgeschwindigkeit und die Plasma-Renin-Aktivität. Es ist daher zur Behandlung von Herzrhythmusstörungen und Angina Pectoris angezeigt.
Der Wirkstoff wurde 1973 und 1975 von Otsuka Pharmaceutical patentiert.
Carteolol senkt ferner den Augeninnendruck durch Herabsetzung der Kammerwasserproduktion und wird zur Behandlung des Grünen Stars verwendet.  Der genaue Wirkungsmechanismus ist nicht bekannt.

## Handelsnamen
- Arteoptic (Novartis)